# Ménil
Ménil ist eine französische Gemeinde mit 907 Einwohnern (Stand: 1. Januar 2022) im Département Mayenne in der Region Pays de la Loire; sie gehört zum Arrondissement Château-Gontier und zum Kanton Château-Gontier-sur-Mayenne-1. Die Einwohner werden Ménilois genannt.

## Geographie
Ménil liegt am Fluss Mayenne, der die Gemeinde im Osten begrenzt.
Umgeben wird Ménil von den Nachbargemeinden Château-Gontier-sur-Mayenne im Nordwesten, Norden und Nordosten, Coudray im Osten, Daon im Osten und Südosten, Les Hauts-d’Anjou im Südosten, La Jaille-Yvon im Süden, Montguillon im Südwesten sowie Chemazé im Westen.
Durch die Gemeinde führt die Route nationale 162.

## Bevölkerungsentwicklung
| Jahr                       | 1962 | 1968 | 1975 | 1982 | 1990 | 1999 | 2006 | 2019 |
| -------------------------- | ---- | ---- | ---- | ---- | ---- | ---- | ---- | ---- |
| Einwohner                  | 897  | 820  | 768  | 779  | 747  | 785  | 920  | 905  |
| Quellen: Cassini und INSEE |      |      |      |      |      |      |      |      |

## Sehenswürdigkeiten
- Kirche Saint-Georges aus dem 11. Jahrhundert, im 19. Jahrhundert umgebaut, Tabularium Monument historique
- Kapelle Notre-Dame-de-Bonne-Fortune aus dem 17. Jahrhundert
- Schloss Magnanne aus dem 17. Jahrhundert
- Herrenhaus Braye aus dem 15./16. Jahrhundert
- Schloss La Rivière aus dem 17. Jahrhundert, Umbauten aus dem 18./19. Jahrhundert

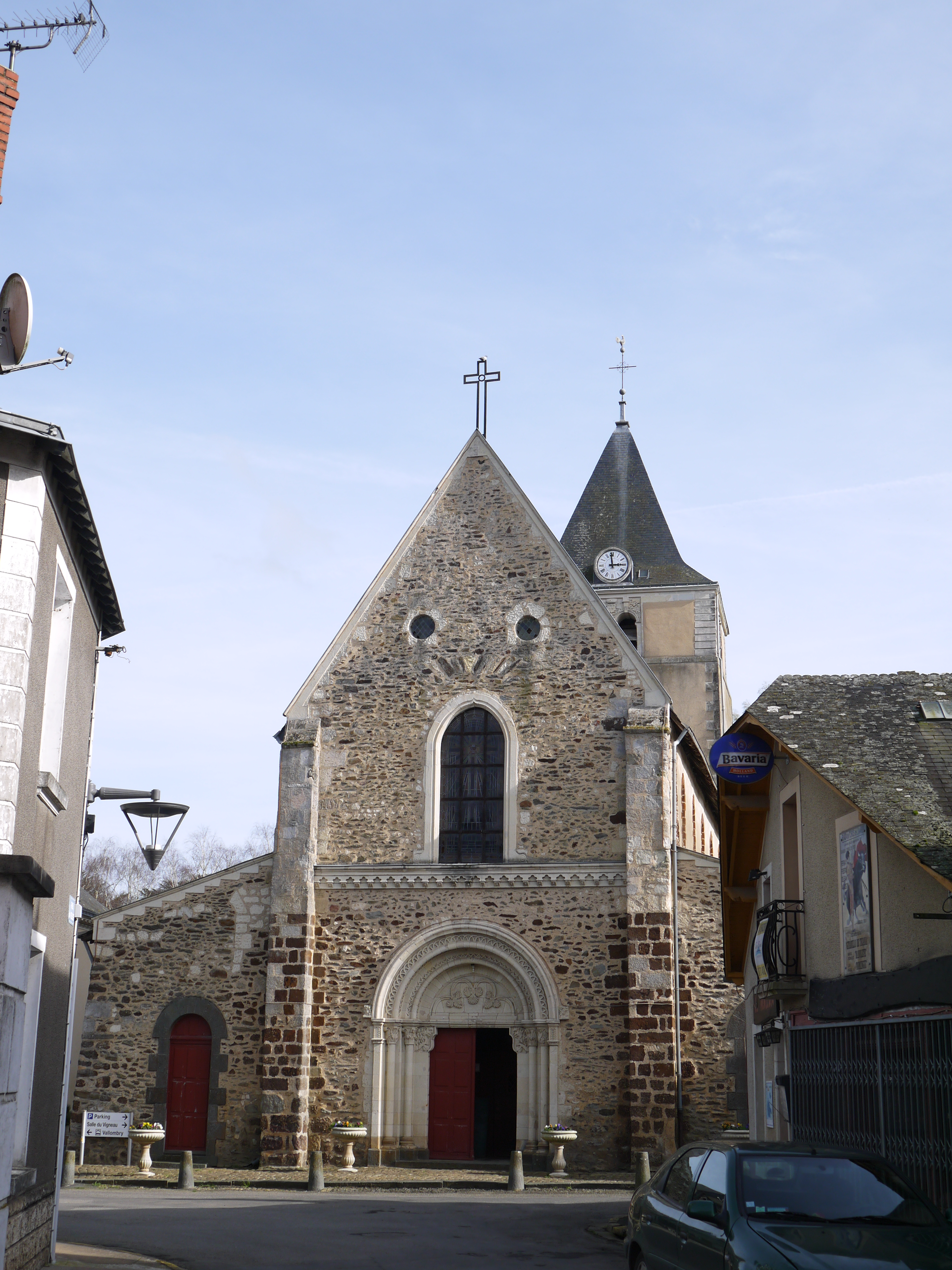
Kirche Saint-Georges
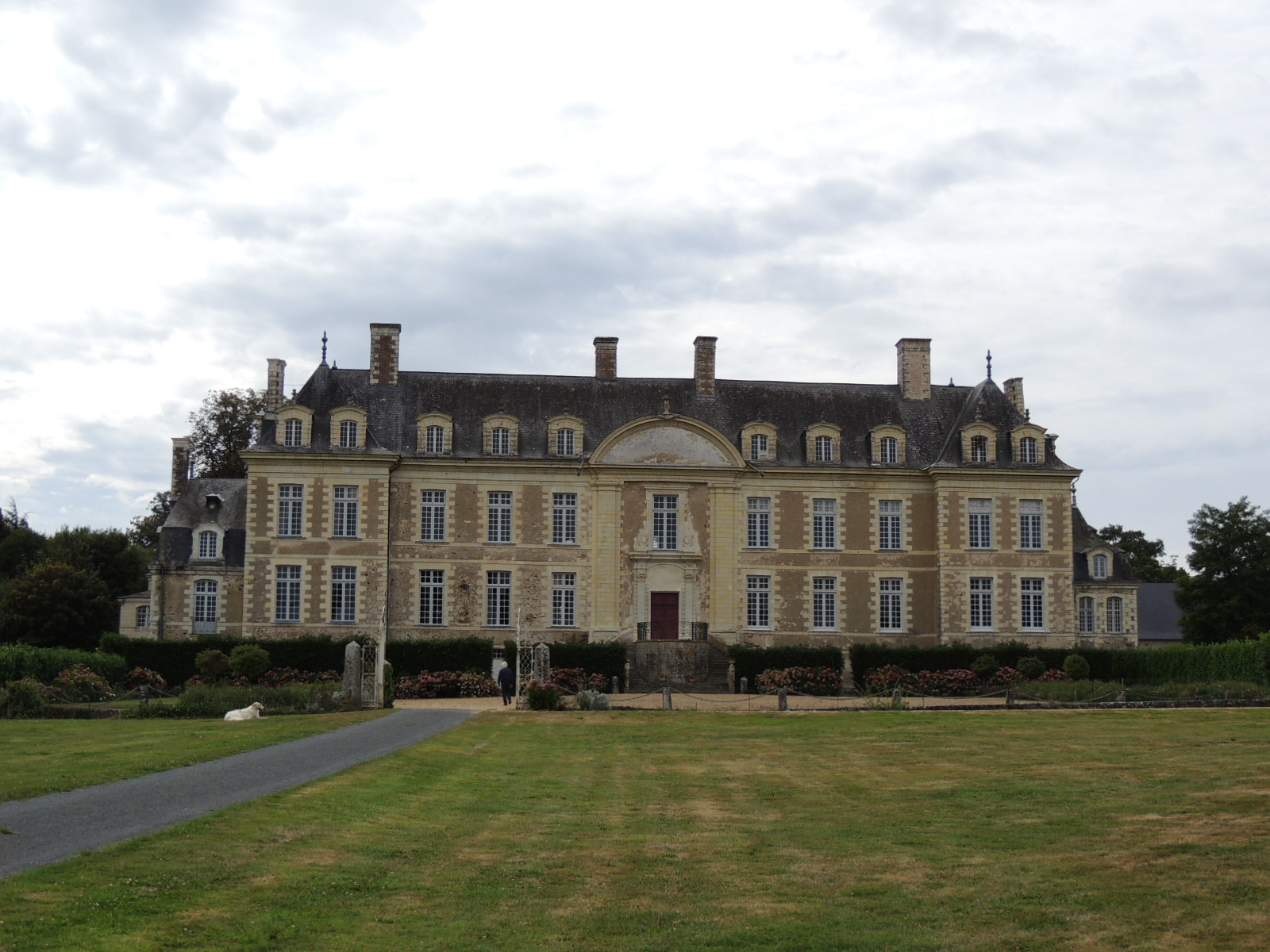
Schloss Magnanne
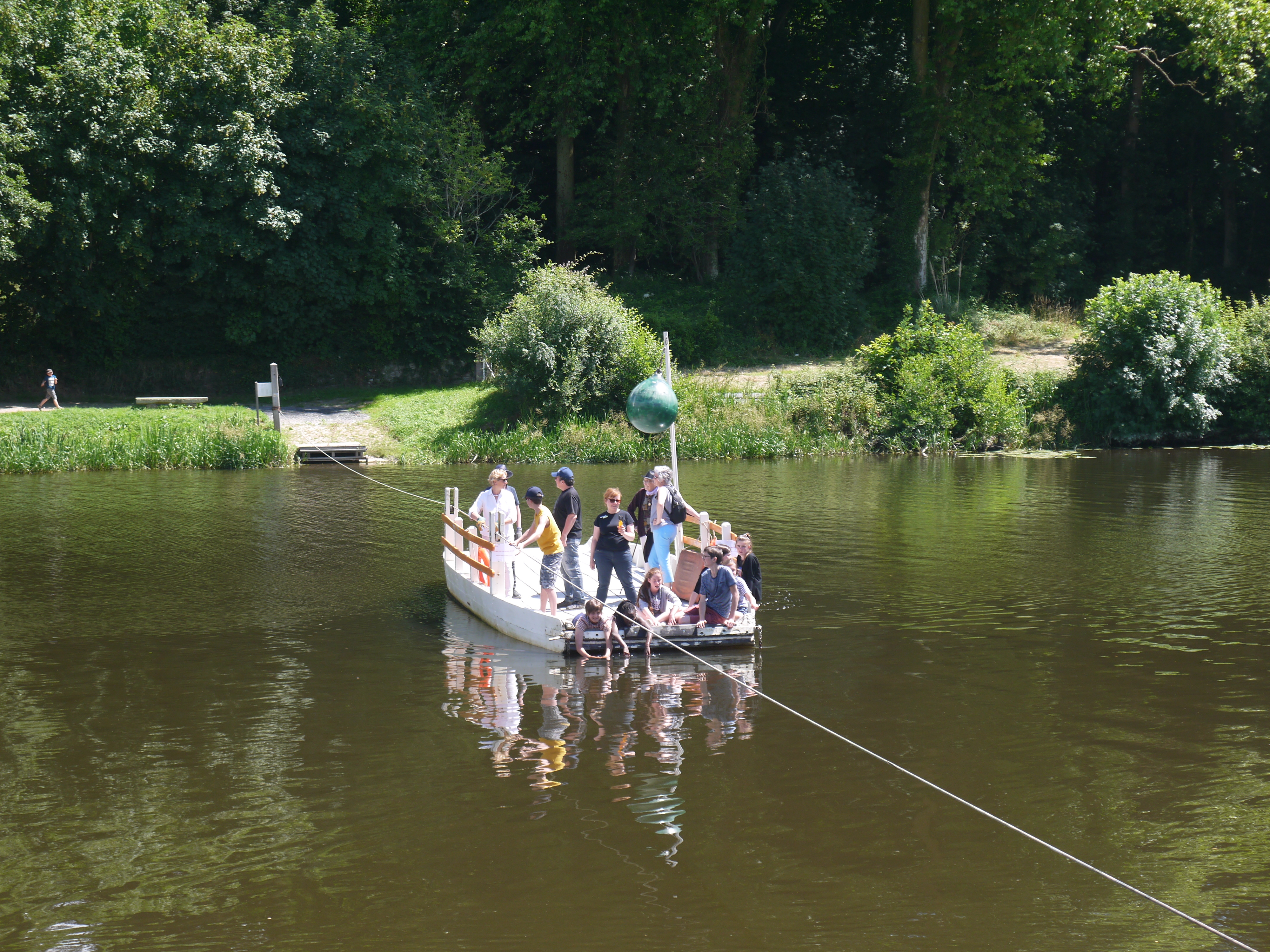
Manuell betriebene Personenfähre über die Mayenne